# Ritratti del coraggio
Ritratti del coraggio (Profiles in Courage) è un libro del 1955 scritto da John Fitzgerald Kennedy, allora giovane senatore, che ha consentito all'autore di vincere il Premio Pulitzer per la biografia e autobiografia nel 1957.
In realtà l'opera fu commissionata dal padre Joseph P. Kennedy a un ghost writer che poté servirsi della consulenza dell'ambasciata americana di Londra, con lo scopo di contrastare le accuse che John fosse solo un playboy.

## Descrizione
Il libro descrive gli atti di coraggio e d'integrità di otto senatori degli Stati Uniti e si snoda attraverso tutta la storia del Senato americano. Nel racconto si mettono a fuoco profili di senatori che hanno attraversato le linee tracciate dal loro partito oppure che hanno sfidato l'opinione pubblica per fare ciò che ritenevano fosse giusto, subendone perciò gravi critiche e perdite di popolarità. Viene, dunque, esaltato il valore dell'opinione personale del rappresentante politico, che - in circostanze eccezionali - potrebbe richiedergli di mettere a repentaglio persino la sua carriera politica.
Un uomo fa il suo dovere, a dispetto delle conseguenze personali, nonostante gli ostacoli, i pericoli e le pressioni, e questo è il fondamento della moralità umana; in qualsiasi sfera dell'esistenza un uomo può essere costretto al coraggio, quali che siano i sacrifici che affronta seguendo la propria coscienza: la perdita dei suoi amici, della sua posizione, delle sue fortune e persino la perdita della stima delle persone che gli sono care.
Ogni uomo deve decidere da sé stesso qual è la via giusta da seguire; le storie che si raccontano sul coraggio degli altri ci insegnano molte cose, possono offrirci una speranza, possono farci da modello, ma non possono sostituire il nostro coraggio... per quello ogni uomo deve guardare nella propria anima.»
(John Fitzgerald Kennedy, Profiles in Courage)
Il libro è stato ampiamente celebrato ed è diventato un best seller negli Stati Uniti; in seguito è stato trasformato in una serie televisiva messa in onda sulla rete NBC durante la stagione televisiva 1964-1965.
Fu pubblicato negli Stati Uniti nel 1955 da Harper & Brothers di New York ed in Italia per la prima volta dall'editore Il Borghese nel 1960.
Theodore Sorensen nel 2008, all'interno della propria autobiografia Counselor, ha dichiarato di essere stato per alcune parti il coautore del libro, ma sul punto esiste da tempo una diatriba che non è mai stata chiarita.
Kennedy comunque era già noto per essere stato nel 1940 l'autore di Why England Slept.

## Elenco delle biografie
- John Quincy Adams, Senatore (1803-1808) del Massachusetts (più tardi Presidente degli Stati Uniti), ricordato per essersi distaccato dal Federalist Party.
- Daniel Webster, del Massachusetts, ricordato per il suo discorso sulle leggi del Compromesso del 1850
- Thomas Hart Benton, senatore del Missouri, per essersi opposto alle leggi sull'estensione della schiavitù.
- Sam Houston, del Texas, per aver parlato contro il Kansas-Nebraska Act del 1854 e per essersi opposto alla secessione del Texas, cosa che gli costò il posto di governatore.
- Edmund G. Ross, del Kansas, per aver votato a favore di Andrew Johnson nell'impeachment.
- Lucius Lamar, del Mississippi, che sostenne Charles Sumner
- George Norris, del Nebraska, che si oppose a Joseph Gurney Cannon e parlò a favore della neutralità degli Stati Uniti nella prima guerra mondiale.
- Robert Taft, dell'Ohio.